# Franc Grebenc
Franc Grebenc - Lado, slovenski partizan in politik, * 23. julij 1923, Dvorska vas, † neznano
V NOV in POS je vstopil 1. marca 1943. Kot pripadnik Tomšičeve brigade je bil eden izmed odposlancev, ki so se udeležili Zbora odposlancev slovenskega naroda v Kočevju.